# Un certain désir
Pour plus de détails, voir Fiche technique et Distribution.
Un certain désir (Die Lady) est un film dramatico-passionnel franco-ouest-allemand réalisé par Hans Albin et Peter Berneis et sorti en 1964.

## Synopsis
Nadine Anderson est une élégante femme aisée qui mène une vie luxueuse mais ennuyeuse. Son époux Eliot est l'ambassadeur de Suède à Athènes mais son manque d'ardeur au lit entraîne la frustration sexuelle de Nadine. Le mariage n'est en fait qu'une façade car Eliot ne s'intéresse qu'aux hommes, avec un œil sur son jeune secrétaire Martin. Ne voulant plus continuer à mener une vie profondément insatisfaisante, Nadine se prostitue dans les rues sombres du Pirée, le port d'Athènes, à la recherche de « vrais hommes » qui lui donneront ce que son mari ne peut ni ne veut lui donner.
Elle rencontre Nikos, un docker, qui incarne son idée d'un « vrai homme ». Mais sa sœur manipulatrice Electra, prostituée et effeuilleuse, tente de la faire chanter. Electra veut quitter son existence misérable et exige que Nadine l'engage comme femme de chambre avec un bon salaire. Nadine cède à ce chantage. Eliot Anderson est mécontent parce que son secrétaire tombe amoureux d'Electra. Eliot la renvoie immédiatement.
Electra finit par apprendre que Nadine se prostitue. À cette révélation, une violente dispute éclate entre eux, à la suite de laquelle Nikos frappe violemment Electra, la tuant. Sa relation avec Nadine est terminée, et elle le quitte.

## Fiche technique
- Titre français : Un certain désir ou Passions dangereuses[1]
- Titre original italien : Die Lady ou Gräfin Porno von Ekstasien[2]
- Réalisation : Hans Albin, Peter Berneis
- Scenario : Peter Berneis
- Photographie :	Klaus von Rautenfeld
- Montage : Claus von Boro (de)
- Musique : Hermann Thieme (de)
- Décors : Max Mellin, Tibor Rednas
- Production : Hans Albin, Lucien Vittet
- Société de production : Comptoir d'Expansion Cinématographique, Hans Albin Filmproduktion, Olympia Film
- Pays de production :  Allemagne de l'Ouest -  France
- Langue originale : allemand
- Format : Noir et blanc - 35 mm
- Durée : 90 minutes
- Genre : Drame passionnel
- Dates de sortie :
  - Allemagne de l'Ouest : 2 octobre 1964
  - France : 23 novembre 1966

## Distribution
- Ingrid Thulin : Nadine Anderson
- Paul Hubschmid : l'ambassadeur Eliot Anderson, le mari de Nadine
- Nikos Kourkoulos : Nikos Tzanou, docker
- Gregor von Rezzori : Harry Dobkin
- Bernard Verley : Martin Troge, la secrétaire d'ambassade
- Claudine Auger : Elektra Tzanou, la sœur de Nikos
- Helen Vita : Mary Hutton
- Helga Lehner : Katina

## Production
Le film a été tourné principalement en Grèce. Le film a obtenu son visa de censure allemand le 25 septembre 1964 et il est sorti le 2 octobre 1964. Les décors ont été conçus par Max Mellin (de) et construits par Tibor Rednas. Quelques années après sa sortie originale, le film a été réédité sous le titre provocateur Gräfin Porno von Ekstasien.
En France, il est sorti le 23 novembre 1966.